# Z 800
,,

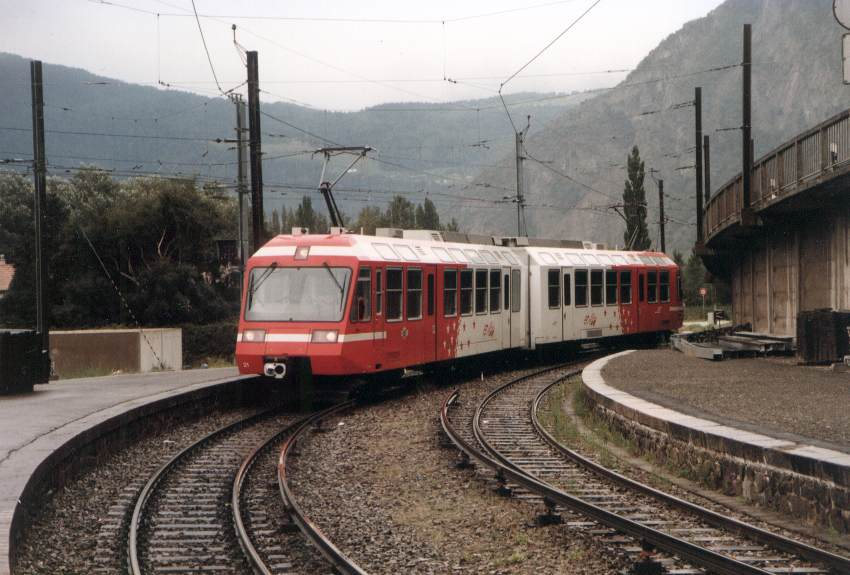
Z 821/822 en Suisse, pantographe levé.

Les Z 800 sont des automotrices utilisées sur la ligne Saint-Gervais - Vallorcine. La commande a été passée en commun par la SNCF et la compagnie du Martigny-Châtelard (MC) le 30 mars 1994. Elle portait sur cinq rames, trois pour la SNCF (dont une était financée par la région Rhône-Alpes), et deux pour le MC.

## Historique
Le remplacement des Z 600 est envisagé à la fin des années 1980. Des contacts sont pris avec le chemin de fer Martigny-Châtelard pour commander un matériel en commun, apte à circuler entre Saint-Gervais-Le Fayet et Martigny. Cinq rames sont commandées en 1994 à un consortium composé de Vevey Technologies (coordination du projet, assemblage et construction des caisses), Adtranz (équipement électrique) et SLM Winterthur (bogies, équipement de freinage et de crémaillère).
Les nouvelles rames sont livrées en 1996-1997, à raison de trois pour la SNCF et deux pour le MC.

## Description
Les Z 800 devant pouvoir fonctionner du Fayet à Martigny, elles sont équipées des systèmes de sécurité correspondant aux deux lignes. Elles peuvent fonctionner sur les sections à crémaillère des TMR. Le captage de courant se fait par frotteurs (sur rail conducteur) ou pantographe.
Les automotrices Z 800 sont en permanence accouplées deux à deux, de façon à former des rames homogènes, qui ne sont jamais scindées. Un anneau d'intercirculation est installé entre les deux automotrices d'une rame. Les trois rames de la SNCF sont numérotées Z 801/802 (rame n° 1), Z 803/804 (rame n°2) et Z 805/806 (rame n° 3), tandis que celles du MC sont les Z 821/822 (rame n° 21) et Z 823/824 (rame n° 22). Cependant, ces dernières sont numérotées BDeh 4/8 n° 821/822 et 823/824 dans la nomenclature des TMR. L'automotrice de numéro impair est dirigée vers le Fayet, celle de numéro pair vers Martigny.
Chaque élément automoteur est équipé de deux bogies de deux essieux (dont un porteur et un moteur). Au total, 1 000 kW de puissance sont installés sur chaque rame. Une rame peut atteindre 70 km/h sur profil facile, 45 km/h sur rampes de 70 mm/m, 35 km/h sur rampes supérieures, et sur crémaillère 23 km/h en montée, 16 km/h à la descente.
Les Z 800 sont équipées de cinq systèmes de freinage :
- un frein à air comprimé appliqué sur les roues, d'usage commun,
- un frein électrique, rhéostatique et à récupération, destiné à réguler la vitesse en descente ;
- un frein magnétique d'urgence agissant sur les rails ;
- un frein à tambour pour la crémaillère ;
- un frein à disque pour la crémaillère.

Les rames Z 800 sont équipées d'attelages Scharfenberg, ce qui permet leur couplage en unités multiples. Il est aussi possible de les coupler avec des rames Z 600, ce qui a notamment été fait lors de campagnes d'essais en 1997.

## Remplacement
Après 25 ans de service environ, les Z800 seront remplacées par 7 nouvelles automotrices construites par Stadler qui seront désignées Z890 en France et Beh 4/8 en Suisse, du fait de leur incapacité à accueillir les personnes à mobilité réduite. Les premières rames devront être livrées fin 2025 à début 2026.